# Богдан Капелан
Богдан Капелан (Рашиновац, код Босанског Петровца, 1914 — Ужичка Пожега, 3. новембар 1941) био је учесник Народноослободилачке борбе и народни херој Југославије.

## Биографија
Рођен је 1914. у селу Рашиновац, код Босанског Петровца. Основну школу је завршио у родном селу, а гимназију у Бихаћу. Године 1933. уписао је Правни факултет у Београду. Пошто су његови родитељи били сиромашни, нису му могли плаћати школовање, па је морао сам да зарађује за живот и издржава се током студија. Као млади студент, прикључио се револуционаром студентском покрету, а 1937. је примљен у чланство Комунистичке партије Југославије (КПЈ).
Као члан КПЈ имао је низ задужења у илегалном и легалном раду Комунистичке партије на Београдском универзитету, које је обављао с пуно успеха. Био је члан Одбора студентских удружења за мир и од 1936. председник Студентског правничког друштва, у време кад је то удружење било у рукама комуниста. Крајем 1937. био је један од најактивнијих оснивача Уједињене студентске омладине, у којој је легално радио као представник Земљорадничке странке, у коју се учланио по налогу КПЈ. У јесен 1938. постао је председник Акционог одбора стручних студентских удружења, које је било руководећи орган студентског покрета, преко кога је деловала КПЈ. На овој дужности је остао до почетка 1940. и до тада је био у средишту свих акција и манифестација које су одржаване на Београдском универзитету.
Био је иницијатор и руководилац многих екскурзија по Југославији, које су биле форма легалног рада КПЈ, и једне у Краљевину Бугарску, маја 1939. приликом прославе педесетогодишњице Универзитета у Софији. Често је ишао са студентима у многа места да помогне предизборну кампању Удружене опозиције или да омета профашистичке зборове Љотићевих присталица, крајем 1938. године. Заједно са књижевником Стеваном Јаковљевићем био је почетком 1939. на челу делегације која је од начелника Генералштаба Душана Симовића, добила пуну сагласност и подршку да студенти организују манифестације и приредбе у многим местима због одбране земље од фашистичке опасности. Предводио је делегацију која је код потпредседника Министарског савета др Влатка Мачека, протествовала због насилног растурања демонстрација од 14. децембра 1939. у Београду.
Упоредо са политичким деловањем на Београдском универзитету, у време летњег распуста активно је учествовао у раду организација Комунистичке партије Југославије и Савеза комунистичке омладине Југославије у Босанском Петровцу. Након дипломирања, почетком 1940, отишао је на одслужење војног рока у Марибор, одакле се вратио у Београд, где га је затекао почетак Априлског рата 1941. године.
Након окупације Југославије, напустио је Београд и отишао у родно место, али се тамо није дуго задржао, јер су га усташе хтеле ухапсити. Успео је да се врати у Београд, где је наставио да илегалним партијским радом. Углавном је политички радио с избеглицама, које су долазиле са територије Независне Државе Хрватске (НДХ). Када му је у Београду запретила опасност од хапшења, по задатку КПЈ је крајем јуна 1941. отишао на терен Чачка, где је радио на организовању устанка. Када је почетком јула 1941. формиран Чачански партизански одред постављен је за командира Драгачевске партизанске чете, која је крајем септембра 1941. прерасла у Драгачевски батаљон.
Док је био командир чете, а касније командант батаљона, водио је током августа и септембра, успешне борбе против окупатора и жандара у Гучи, Ариљу, Ужичкој Пожеги и Чачку. Најтеже борбе његова јединица водила је током октобра 1941, приликом опсаде Краљева. Његов батаљон успео је неколико пута да продре на периферију града, али је морао да се повуче, услед јаке немачке одбране. Након овога, његов батаљон је у саставу Чачанског партизанског одреда, водио борбе против Немаца и чистио терен од четника у Гучи и Ужичкој Пожеги, да би крајем октобра 1941, био пребачен у ослобођено Ужице, одакле је упућен на ваљевски фронт како би појачао партизанске снаге у борби против четничке офанзиве.
Свега пар дана након састанка између вођа партизанског и четничког покрета — Јосипа Броза Тита и Драже Михаиловића, одржаног 26. октобра 1941. у Брајићима, дошло је до већих сукоба између четника и партизана у близини Рибашевине и Карана, код Ужица. Партизани су након тога поразили Рибашевачки и Карански четнички одред, након чега је Врховна Команда четничких одреда донела одлуку да се нападне Ужице, које је било центар партизанске слободне територије. У намери да се осујети овакав покушај, Врховни штаб НОПОЈ је делове Ужичког и Чачанског партизанског одреда и Драгачевски батаљон упутио на Трешњицу, како би бранили прилазе Ужицу. Четничке снаге, под командом Вучка Игњатовића, напале су партизане 2. новембра 1941. на брду Трешњици, у близини Ужица. Најбројнија четничка формација, под командом Игњатовића, кретала се из правца Ужичке Пожеге, али је на пола пута између Горјана и Севојна, изненадио Драгачевски партизански батаљон, под командом Богдана Капелана, нападом на леву колону Пожешког четничког одреда, након чега су четници били разбијени и почели се повлачити назад у Пожегу.
Након пораза четника на Трешњици, партизанске снаге су почеле са гоњењем четника и заузеле су Ужичку Пожегу и Горњи Милановац, који су били под четничком контролом. Драгачевски батаљон је приликом напада на Пожегу, 3. новембра 1941. наступао с јужне стране на простору где су били четнички ровови. Богдан се налазио на челу своје јединице и приликом општег јуриша, непријатељски куршум га је погодио у срце. Заједно с Богданом, у јуришу је погинуло девет бораца Драгачевског батаљона, међу којима је био и командир Друге чете Ратко Парезановић (1916—1941).
Указом Председништва АВНОЈ-а постхумно је 6. јула 1945. одликован Орденом заслуга за народ првог реда. Указом председника ФНР Југославије Јосипа Броза Тита 24. јула 1953. проглашен је за народног хероја.
Његови посмртни остаци, сахрањени су након рата, на партизанском спомен-гробљу на Доварју у Ужицу. Основна школа у Гучи је од 1963. до 2004. носила његово име, а испред школске зграде му је 1967. постављена спомен-биста, рад вајара Стевана Боднарова. Његово име данас носе улице у Гучи и Чачку.